# 泰西耶島
67°36′S 62°54′E / 67.600°S 62.900°E
泰西耶島（英語：Teyssier Island）是南極洲的島嶼，位於麥克羅伯特森地的霍姆灣南端，由挪威製圖師根據該國探險隊的空中照片繪入地圖，以莫森站的廚師命名。